# Josef Králíček
Josef Králíček (13. ledna 1870 Nový Bydžov – 17. dubna 1939) byl český římskokatolický kněz a čestný kanovník Katedrální kapituly u sv. Štěpána v Litoměřicích.

## Život
Rodák z Nového Bydžova nad Cidlinou Josef Králíček byl na kněze vysvěcen 17. června 1894. Stal se farářem v Loukově u Semil v turnovském vikariátě litoměřické diecéze. Stal se biskupským vikářem a konzistorním radou litoměřické diecéze. Za svou práci byl oceněn titulem osobní arciděkan. Byl jmenován čestným kanovníkem katedrální kapituly v Litoměřicích. Zemřel 17. dubna 1939.